# Ionikus
Ionikus (auch Jonikus, Ioniker oder Joniker; altgriechisch ιονικός ionikos, lateinisch ionicus, jonicus) ist in der antiken Verslehre ein viergliedriger zusammengesetzter Versfuß aus zwei langen (——) und zwei kurzen (◡◡) Verselementen.
Je nach Stellung der beiden Gruppen wird unterschieden:
- ionicus a maiore (fallender Ionikus)

Schema: ——◡◡
Abkürzung: ioma
- ionicus a minore (steigender Ionikus)

Schema: ◡◡——
Abkürzung: iomi
Gelegentlich und in älteren Quellen werden auch die Bezeichnungen überionisch für den ionicus a maiore bzw. unterionisch für den ionicus a minore verwendet. Als altgriechische Bezeichnung des ionicus a maiore erscheint ἐπιονικός epionikos bzw. lateinisch epionicus.
Die Unterscheidung zwischen ionicus a maiore und ionicus a minore gilt Snell zufolge als Konstruktion der um eine kata-metron-Analyse bemühten antiken Theorie.

## Ionische Versmaße
Ionische Versmaße sind in der antiken Metrik:

- (brachykatalektischer) ionischer Quaternar a maiore (io4ma), nach dem alexandrinischen Dichter Sotades auch als Sotadeus bezeichnet:

——◡◡ˌ——◡◡ˌ——◡◡ˌ—×
- ionischer Dekameter a minore (io10mi). Als Beispiel zu nennen ist Horaz Carmina 3,12 mit 4 Dekametern aus je 2 ionischen Quaternaren a minore (io4mi) und einer Dipodie (io2mi).

Versmaße mit Ionikus a minore sind relativ selten und die Unterscheidung zwischen Ionikus und Bacchius (◡——) ist oft mit Unsicherheiten behaftet. Beim Anakreonteus wird die Auffassung vertreten, dass er sich von einem anaklastischen ionischen Dimeter (io2mi) herleitet.
Der Name ionikos bezieht sich auf die Assoziation mit ionischen Kultliedern und -tänzen, die als anstößig galten. Der Sotadeus ist auch das Versmaß der Kinädenpoesie, die daher auch als sotadische Literatur bezeichnet wird.

## Der Ionikus in der deutschen Dichtung
Da ein Aufeinanderfolgen betonter Silben dem Deutschen widerstrebt, hat der Ionikus in der deutschen Dichtung nur geringe Bedeutung. Friedrich Gottlieb Klopstock, der den Ionikus als Vers- und Wortfuß sehr schätzte, hat ihn häufig in den Triumphchören des 20. Gesangs seines Messias verwendet, für die er eigene Strophenformen geschaffen hat. Ein Beispiel:
——◡◡ˌ——◡◡ˌ——◡◡ˌ———
◡◡——ˌ◡◡——ˌ◡◡———
◡◡—ˌ—◡—ˌ◡◡—ˌ—◡◡—
◡◡——ˌ◡◡◡———
Selbständiger! | Hochheiliger! | Allseliger! | Tief wirft, Gott!

Von dem Thron fern, | wo erhöht du | der Gestirn' Heer schufst,

Sich ein Staub | dankend hin, | und erstaunt | über sein Heil,

Dass ihn Gott hört | in des Gebeintals Nacht!
Der erste Vers enthält drei fallende Ioniker, der zweite zwei steigende Ioniker, der vierte einen steigenden Ionikus.
Klopstock war vor allem vom steigenden Ionikus angetan, den er neben dem Choriambus für den schönsten Wortfuß hielt, und hat auch noch ein stichisches Versmaß ersonnen, das auf dem steigenden Ionikus aufbaut. Ein von ihm selbst angegebener und als „schön“ bezeichneter Beispielvers:
◡——ˌ◡◡——ˌ◡◡—ˌ◡◡——ˌ ◡——
Dir aufsteh, | du den Wehruf | des Gerichts | von dem Thron her | nicht tot hörst.
Neben dem steigenden Ionikus können an bestimmten Stellen des Verses auch der Anapäst und der Bacchius verwendet werden.
Verse nur aus steigenden Ionikern hat Johann Heinrich Voß in Die Jägerin verwendet, die erste Strophe:
Was ermahnt ihr zu dem Siegsmal um den Kronhirsch mich, den Waidmann?

Was entlockt ihr aus der Einöd' in das Prachtzelt der Bewirtung,

Wo das Waldhorn mit Gesang hallt?
Diese Strophe verwendet auch Johann Karl Wilhelm Geisheim in Der stürmische Mai; ähnlich auch Friedrich Wilhelm Rogges Wehmut und Der zürnende Jüngling. Auf die entscheidende Rolle, die der Vortrag für den deutschen Ioniker spielt, weist Jakob Minor in anhand des Monologs der Epimeleia aus Johann Wolfgang Goethes dramatischem Festspiel Pandora.
meinen Angstruf

um mich selbst nicht -

ich bedarf's nicht -

aber hört ihn!

jenen dort helft

[…]

„Hier ist es möglich, den Nebenakzent auf der ersten Silbe künstlich zu unterdrücken, wenn man die Verse in dem Ton der atemlosen Angst vorträgt, die sie ausdrücken.“

Die Verse der bisherigen Beispiele sind ganz oder zum Teil aus ionischen Versfüßen aufgebaut, die gleichzeitig Wortfüße sind. Ioniker können aber auch als Wortfüße in Versen erscheinen, in denen sie als Versfüße nicht enthalten sind. Ein Beispiel dafür ist der Hexameter: In der Ilias-Übersetzung von Rudolf Alexander Schröder findet sich dieser Vers (V,860):
Schrie, Neuntausenden gleich, Zehntausenden, wenn sie mit Schlachtruf
Hier sind Neuntausenden und Zehntausenden Ioniker a maiore. Auch der Ionikus a minore kann im Hexameter verwirklicht werden. In der klassischen Ilias-Übersetzung von Johann Heinrich Voß lautet der Vers XX,25 so:
Denn wo Achilleus allein den Troern naht in der Feldschlacht
Der Wortfuß in der Feldschlacht ist ein Ionikus a minore.